# Chūplānī
Chūplānī (persiska: چوپلانی) är en ort i Iran.   Den ligger i provinsen Golestan, i den norra delen av landet, 300 km öster om huvudstaden Teheran. Chūplānī ligger 66 meter över havet och antalet invånare är 300.
Terrängen runt Chūplānī är platt åt nordväst, men åt sydost är den kuperad.Runt Chūplānī är det ganska tätbefolkat, med 185 invånare per kvadratkilometer. Närmaste större samhälle är Gorgan, 14,9 km väster om Chūplānī. Trakten runt Chūplānī består till största delen av jordbruksmark.